# Luca Giubellini
Luca Giubellini (Aarau, 1 de abril de 2003) es un deportista suizo que compite en gimnasia artística. Su hermano Matteo compite en el mismo deporte.
Ganó una medalla de plata en el Campeonato Europeo de Gimnasia Artística de 2025, en la prueba por equipos. Participó en los Juegos Olímpicos de París 2024, ocupando el séptimo lugar en la prueba de equipo.

## Palmarés internacional
| Campeonato Europeo | Campeonato Europeo | Campeonato Europeo | Campeonato Europeo   |
| Año                | Lugar              | Medalla            | Prueba               |
| ------------------ | ------------------ | ------------------ | -------------------- |
| 2025               | Leipzig (Alemania) | Medalla de plata   | Concurso por equipos |